# Savannah (Califòrnia)
Savannah (també, Savanna) és un antic assentament del Comtat de Los Angeles de Califòrnia, Estats Units. Estava situat sobre la línia del Southern Pacific Railroad entre San Gabriel i El Monte, a 84 m d'altitud.
Savannah va ser promoguda els anys 1887-88 però va desaparéixer; aquest lloc va ser absorbit per Rosemead, Califòrnia.